# Schmalspurbahn Cobos–Furbero
| Aus England importierte Bagnall-Dampflokomotive |                     |                           |                           |
| Streckenverlauf |                     |                           |                           |
| Streckenlänge: | 82 km               |                           |                           |
| Spurweite: | 610 mm (2-Fuß-Spur) |                           |                           |
| |                     |                           |                           |
| \| \| \| Hafen von Tuxpan \| \| \| \| 0 \| Cobos \| Cobos \| \| \| 8 \| Paises Bajos \| Paises Bajos \| \| \| 12 \| La Esperanza \| La Esperanza \| \| \| 15 \| Aire Libre \| Aire Libre \| \| \| 18 \| Praxeis Guerro \| Praxeis Guerro \| \| \| 19 \| La Reforma de Herrera \| La Reforma de Herrera \| \| \| 25 \| Manlio Fabio Altamirano \| Manlio Fabio Altamirano \| \| \| 27 \| Naranjos de Afuera \| Naranjos de Afuera \| \| \| 31 \| La Unión \| La Unión \| \| \| \| Río Cazones \| \| \| \| \| La Curva \| \| \| \| 35 \| Tunnel[1] \| Tunnel[1] \| \| \| 40 \| El Palmar \| El Palmar \| \| \| 42 \| Kilómetro 42 \| Kilómetro 42 \| \| \| 44 \| El Palmito \| El Palmito \| \| \| 47 \| La Victoria \| La Victoria \| \| \| 52 \| Poza Rica (Poza de Cuero) \| Poza Rica (Poza de Cuero) \| \| \| 65 \| Kilómetro 65 \| Kilómetro 65 \| \| \| 77 \| Kilómetro 77 \| Kilómetro 77 \| \| \| 82 \| Furbero \| Furbero \| |                     |                           |                           |
| |                     | Hafen von Tuxpan          |                           |
| Kopfbahnhof Streckenanfang (Strecke außer Betrieb) | 0                   | Cobos                     | Cobos                     |
| Bahnhof (Strecke außer Betrieb) | 8                   | Paises Bajos              | Paises Bajos              |
| Bahnhof (Strecke außer Betrieb) | 12                  | La Esperanza              | La Esperanza              |
| Haltepunkt / Haltestelle (Strecke außer Betrieb) | 15                  | Aire Libre                | Aire Libre                |
| Bahnhof (Strecke außer Betrieb) | 18                  | Praxeis Guerro            | Praxeis Guerro            |
| Haltepunkt / Haltestelle (Strecke außer Betrieb) | 19                  | La Reforma de Herrera     | La Reforma de Herrera     |
| Bahnhof (Strecke außer Betrieb) | 25                  | Manlio Fabio Altamirano   | Manlio Fabio Altamirano   |
| Haltepunkt / Haltestelle (Strecke außer Betrieb) | 27                  | Naranjos de Afuera        | Naranjos de Afuera        |
| Bahnhof (Strecke außer Betrieb) | 31                  | La Unión                  | La Unión                  |
| Brücke über Wasserlauf (Strecke außer Betrieb) |                     | Río Cazones               | Río Cazones               |
| Haltepunkt / Haltestelle (Strecke außer Betrieb) |                     | La Curva                  | La Curva                  |
| Tunnel (Strecke außer Betrieb) | 35                  | Tunnel                    | Tunnel                    |
| Haltepunkt / Haltestelle (Strecke außer Betrieb) | 40                  | El Palmar                 | El Palmar                 |
| Haltepunkt / Haltestelle (Strecke außer Betrieb) | 42                  | Kilómetro 42              | Kilómetro 42              |
| Bahnhof (Strecke außer Betrieb) | 44                  | El Palmito                | El Palmito                |
| Bahnhof (Strecke außer Betrieb) | 47                  | La Victoria               | La Victoria               |
| Bahnhof (Strecke außer Betrieb) | 52                  | Poza Rica (Poza de Cuero) | Poza Rica (Poza de Cuero) |
| Bahnhof (Strecke außer Betrieb) | 65                  | Kilómetro 65              | Kilómetro 65              |
| Bahnhof (Strecke außer Betrieb) | 77                  | Kilómetro 77              | Kilómetro 77              |
| Kopfbahnhof Streckenende (Strecke außer Betrieb) | 82                  | Furbero                   | Furbero                   |

Die Schmalspurbahn Cobos–Furbero (spanisch Ferrocarril Decauville Cobos–Furbero, umgangssprachlich La Maquinita) war eine 82 km lange Schmalspurbahn mit 610-mm-Spurweite bei Poza Rica de Hidalgo im Bundesstaat Veracruz von Mexiko.

## Geschichte
Die Schmalspurbahn von Cobos nach Furbero wurde 1902 bis 1908 von der Oil Fields of Mexico Company als einzige Verbindung zwischen Cobos, einer Stadt in der Nähe des Hafens von Tuxpan, und dem Dschungelgebiet, in dem die Gesellschaft Öl förderte, gebaut. Es gab zu dieser Zeit weder Straßen noch Brücken, sondern nur wenige Feldwege zu den Siedlungen und kleinen Städten. Afroamerikanische und Chinesische Bauarbeiter aus den Vereinigten Staaten und aus Tampico waren am Bau beteiligt.

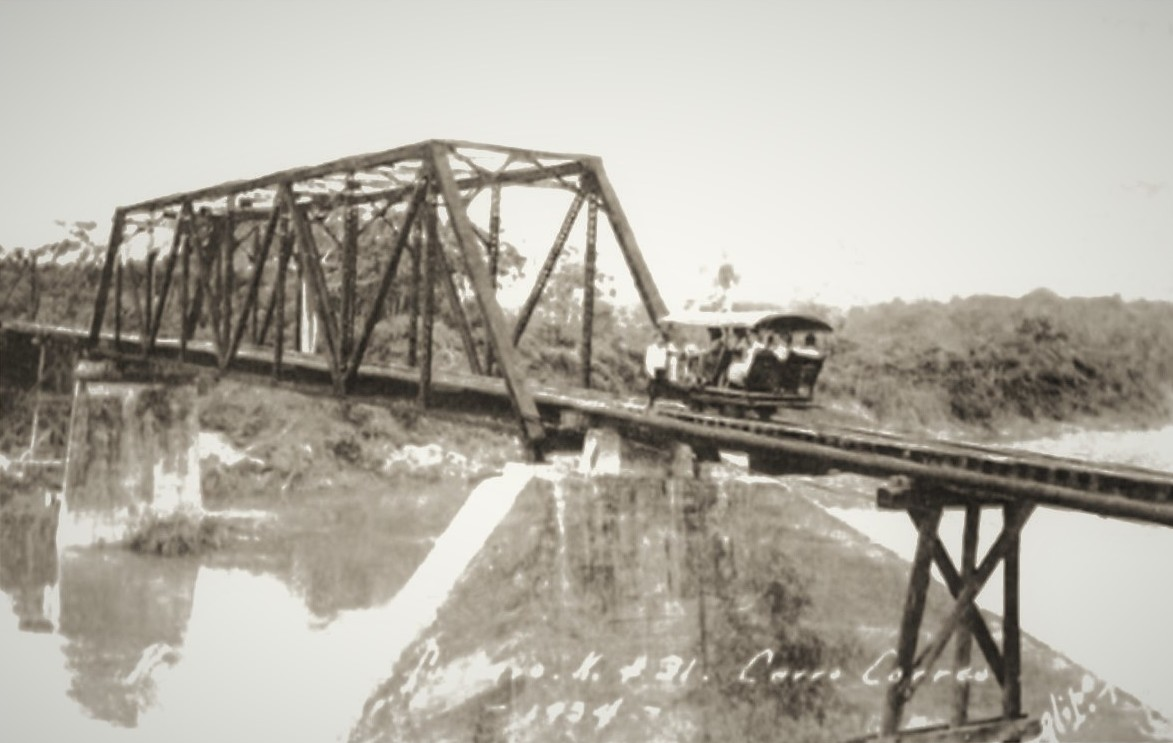
Stahlbrücke über den Río Cazones, 1934

Die Strecke wurde 1905 bis Streckenkilometer 31 fertiggestellt, wo eine Metallbrücke über den Cazones-Fluss gebaut wurde, die 1908 eingeweiht wurde. Daraufhin wurde die Strecke am 16. September 1908 eröffnet. Eine Telefonleitung mit 9 Telefonen wurde entlang der Strecke installiert.

## Betrieb
Die aus England importierten Dampflokomotiven benötigten anfangs 10 bis 12 Stunden für die 82 Kilometer lange Strecke. Die Fahrt wurde mehrfach für Be- und Entladungsmanöver und für die Versorgung der Lokomotive unterbrochen, insbesondere bei den Streckenkilometern 0, 8, 12, 18, 25, 31, 44, 52 (heute Poza Rica, ehemals Poza de Cuero), 65, 77 und 82, von denen einige heute noch auf modernen Karten verzeichnet sind. Ab den 1940er Jahren wurden Diesellokomotiven eingesetzt, um jeweils 6 bis 8 Drehgestellwagen hin- und herzubewegen, auf denen Rohre, Bohrgeräte, Ersatzteile und Versorgungsgüter für den Bau und Betrieb der Ölförderanlagen transportiert wurden. Damit dauerte die einfache Fahrt etwa vier Stunden bei einer Höchstgeschwindigkeit von 14 km/h, obwohl die Lokomotiven für 20 bis 30 km/h ausgelegt waren.
Der Personentransport war kostenlos, das einzige, was berechnet wurde, war der Transport von Mais mit drei Pesos pro Scheffel. Die Fahrgäste fuhren auf den Güterwagen mit, da die fünf Kalamazoo-Motordraisinen exklusiv den ausländischen Managern vorbehalten war.
Der obligatorische Stopp, den die Dampflokomotiven bei Kilometer 52 einlegen mussten, führte zur Entwicklung einer Siedlung mit einfachen Lehm- und Holzhäusern, in der sich heute die Colonia Manuel Ávila Camacho befindet, die ihren Namen 1946 am Ende der Regierungszeit von Präsident Manuel Ávila Camacho erhalten hat. Seit 1926 wurde sie bekannt, weil sie der Knotenpunkt für Reisende aus Tuxpan oder Papantla war, die lieber auf der Maquinita als über die unbefestigten Wege reisten. So entstand ein Handelszentrum an dem Ort, an dem sich heute die Chapultepec-Straße befindet.
Im Jahr 1959 wurde der letzte Abschnitt der Straße nach Cobos gebaut. Die Schmalspur-Bahn wurde daraufhin stillgelegt. 1963 wurde zu ihrem Gedenken eine Diesellokomotive in einem Kreisverkehr am Boulevard Adolfo Ruiz Cortínez und der Avenida de Palmas im Freien aufgestellt. Die Gemeinde-Verwaltung strebte 2000–2003 an, sie wieder in einen funktionstüchtigen Zustand zu versetzen. Mit der Unterstützung der Firma Pitsa hat sie bereits einen neuen Motor und eine neue Pfeife und sollte bei den Feierlichkeiten zum 50. Jahrestag von Poza Rica als freie Gemeinde wieder in Betrieb genommen werden.

## Schienenfahrzeuge

### Lokomotiven
- Hudswell Clarke, Nr. 873/1909, B n2t, Furbero
- W.G. Bagnall, Nr. 1926/1910, C n2t, El Mesón, 5 Tonnen
- W.G. Bagnall, Nr. 1927/1910, C n2t, San Marcos
- W.G. Bagnall, Nr. 1928/1910, C n2t, Tuxpan
- Kerr Stuart, Nr. 1054/1909, B'1 2nt (Satteltanklokomotive), (Type Tattoo)
- Orenstein & Koppel, Nr. 6091/1913, C n2t
- Orenstein & Koppel, Nr. 6092/1913
- Orenstein & Koppel, Nr. 6093/1913, C n2t
- Davenport, Nr. 1869/4-1921, B n2t, 10 Tonnen
- Davenport, Nr. 1870/4-1921, B n2t
- 4 Plymouth, Verbrennungsmotor-Lokomotiven für Treiböl mit 21° Baumé[2]

### Motordraisinen
- 3 Ford-Motordraisinen für Passagiere
- 5 Kalamazoo-Motordraisinen für Passagiere[2]

### Wagen
- 10 Flachwagen, Eisenrahmen und -deck, 5 Tonnen Nutzlast
- 6 Flachwagen, Eisenrahmen und Holzdeck, 10 Tonnen Nutzlast
- 13 Flachwagen, Eisenrahmen und -deck, 10 Tonnen Nutzlast
- 1 Kastenwagen, Eisenrahmen und Holzkasten, 10 Tonnen Nutzlast[2]